# Pterotricha egens
Pterotricha egens är en spindelart som beskrevs av Denis 1966. Pterotricha egens ingår i släktet Pterotricha och familjen plattbuksspindlar.
Artens utbredningsområde är Libya. Inga underarter finns listade i Catalogue of Life.